# Intergalactic
"Intergalactic" is een nummer van de Amerikaanse hiphopgroep Beastie Boys. Het nummer werd uitgebracht op hun album Hello Nasty uit 1998. Op 12 mei van dat jaar werd het nummer uitgebracht als de eerste single van het album.

## Achtergrond
"Intergalactic" is geschreven door alle groepsleden en Mario Caldato jr., die ook de producent is van het nummer. Het nummer bevat een sample uit het themanummer van de film The Toxic Avenger uit 1984, wat weer een bewerking is van Rimski-Korsakovs arrangement van Moessorgski's symfonische gedicht Een nacht op de Kale Berg. Ook bevat het elementen uit de film From Beyond uit 1986, uit de uitvoering van Rachmaninovs Prelude in cis mineur door Les Baxter en uit het album Powerhouse van Jazz Crusaders. Producer Caldato krijgt een shoutout in een regel uit het tweede couplet: "Mario C. likes to keep it clean".
"Intergalactic" werd een hit en bereikte plaats 28 in de Amerikaanse Billboard Hot 100. In het Verenigd Koninkrijk kwam het echter tot plaats 5 in de hitlijsten, waardoor het de grootste hit van de groep werd. In Nederland kwam het respectievelijk tot de vijftiende en zestiende plaats in de Top 40 en de Mega Top 100, terwijl in Vlaanderen plaats 36 in de Ultratop 50 werd behaald. In 1999 ontving de groep een Grammy Award voor het nummer in de categorie Best Rap Performance by a Duo or Group.
De videoclip van "Intergalactic" werd opgenomen op verschillende plaatsen in Japan en is een parodie op Japanse kaijufilms, en voornamelijk op de laatste aflevering van de Japanse mangaserie Giant Robo. In 1999 won de groep een MTV Video Music Award voor de clip in de categorie "Best Hip-Hop Video". Daarnaast is het nummer gebruikt in de Futurama-aflevering "Hell Is Other Robots", waarin de groepsleden zichzelf speelden. Ook komt het voor in de film Diary of a Wimpy Kid en parodieerde "Weird Al" Yankovic het in "Polka Power!", een medley met destijds recente hits in polkastijl.

## Hitnoteringen

### Nederlandse Top 40
| Hitnotering: 11-07-1998 t/m 05-09-1998 | Hitnotering: 11-07-1998 t/m 05-09-1998 | Hitnotering: 11-07-1998 t/m 05-09-1998 | Hitnotering: 11-07-1998 t/m 05-09-1998 | Hitnotering: 11-07-1998 t/m 05-09-1998 | Hitnotering: 11-07-1998 t/m 05-09-1998 | Hitnotering: 11-07-1998 t/m 05-09-1998 | Hitnotering: 11-07-1998 t/m 05-09-1998 | Hitnotering: 11-07-1998 t/m 05-09-1998 | Hitnotering: 11-07-1998 t/m 05-09-1998 | Hitnotering: 11-07-1998 t/m 05-09-1998 |
| Week                                   | 1                                      | 2                                      | 3                                      | 4                                      | 5                                      | 6                                      | 7                                      | 8                                      | 9                                      |                                        |
| -------------------------------------- | -------------------------------------- | -------------------------------------- | -------------------------------------- | -------------------------------------- | -------------------------------------- | -------------------------------------- | -------------------------------------- | -------------------------------------- | -------------------------------------- | -------------------------------------- |
| Positie                                | 27                                     | 22                                     | 15                                     | 15                                     | 19                                     | 27                                     | 27                                     | 33                                     | 36                                     | uit                                    |

### Mega Top 100
| Hitnotering: 27-06-1998 t/m 03-10-1998 | Hitnotering: 27-06-1998 t/m 03-10-1998 | Hitnotering: 27-06-1998 t/m 03-10-1998 | Hitnotering: 27-06-1998 t/m 03-10-1998 | Hitnotering: 27-06-1998 t/m 03-10-1998 | Hitnotering: 27-06-1998 t/m 03-10-1998 | Hitnotering: 27-06-1998 t/m 03-10-1998 | Hitnotering: 27-06-1998 t/m 03-10-1998 | Hitnotering: 27-06-1998 t/m 03-10-1998 | Hitnotering: 27-06-1998 t/m 03-10-1998 | Hitnotering: 27-06-1998 t/m 03-10-1998 | Hitnotering: 27-06-1998 t/m 03-10-1998 | Hitnotering: 27-06-1998 t/m 03-10-1998 | Hitnotering: 27-06-1998 t/m 03-10-1998 | Hitnotering: 27-06-1998 t/m 03-10-1998 | Hitnotering: 27-06-1998 t/m 03-10-1998 | Hitnotering: 27-06-1998 t/m 03-10-1998 |
| Week                                   | 1                                      | 2                                      | 3                                      | 4                                      | 5                                      | 6                                      | 7                                      | 8                                      | 9                                      | 10                                     | 11                                     | 12                                     | 13                                     | 14                                     | 15                                     |                                        |
| -------------------------------------- | -------------------------------------- | -------------------------------------- | -------------------------------------- | -------------------------------------- | -------------------------------------- | -------------------------------------- | -------------------------------------- | -------------------------------------- | -------------------------------------- | -------------------------------------- | -------------------------------------- | -------------------------------------- | -------------------------------------- | -------------------------------------- | -------------------------------------- | -------------------------------------- |
| Positie                                | 97                                     | 38                                     | 26                                     | 20                                     | 16                                     | 18                                     | 20                                     | 23                                     | 24                                     | 28                                     | 35                                     | 41                                     | 49                                     | 64                                     | 86                                     | uit                                    |

### NPO Radio 2 Top 2000
| Nummer met noteringen in de NPO Radio 2 Top 2000 | '15  | '16  | '17  | '18  |
| ------------------------------------------------ | ---- | ---- | ---- | ---- |
| Intergalactic                                    | 1419 | 1477 | 1464 | 1943 |

1. ↑  Een vetgedrukt getal geeft de hoogste notering aan.
2. ↑  2015 was het eerste jaar met een notering voor dit nummer.
3. ↑  Deze tabel is bijgewerkt tot en met de laatste editie (2024).